# 加納宿

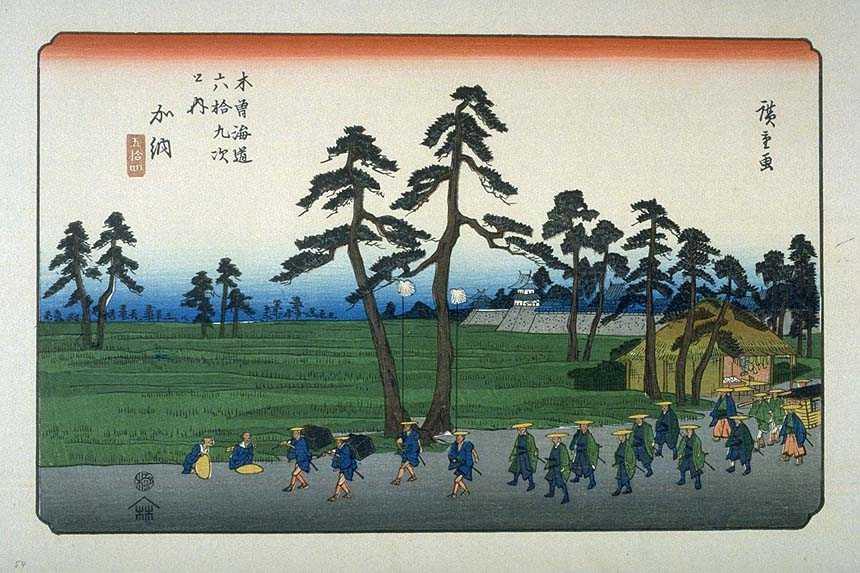
歌川広重「木曽海道六十九次・加納」

加納宿（かのうじゅく）は、中山道53番目の宿場（中山道六十九次）で、現在の岐阜市中心部（岐阜駅より南側、旧稲葉郡加納町）に当たる。
1861年に、皇女和宮親子内親王が宿泊している。

## 概要
付近一帯は古くより東海道に並ぶ主要街道である中山道の要衝として栄えてきた。
慶長6年（1601年）に徳川家康の命により岐阜城が廃城となり、代わりに加納城が築城され、宿場は城下町としての役割も兼ね発展をした。
中山道六十九次の中では、本庄宿（埼玉県本庄市） 、高宮宿（滋賀県彦根市） 、熊谷宿（埼玉県熊谷市） 、高崎宿（群馬県高崎市） に次ぐ大宿である。

## 概略
- 加納藩領（1843年）
- 人口：2728人
- 家数：805軒
- 本陣：1軒
- 脇本陣：1軒
- 旅籠：35軒

## 史跡・見所

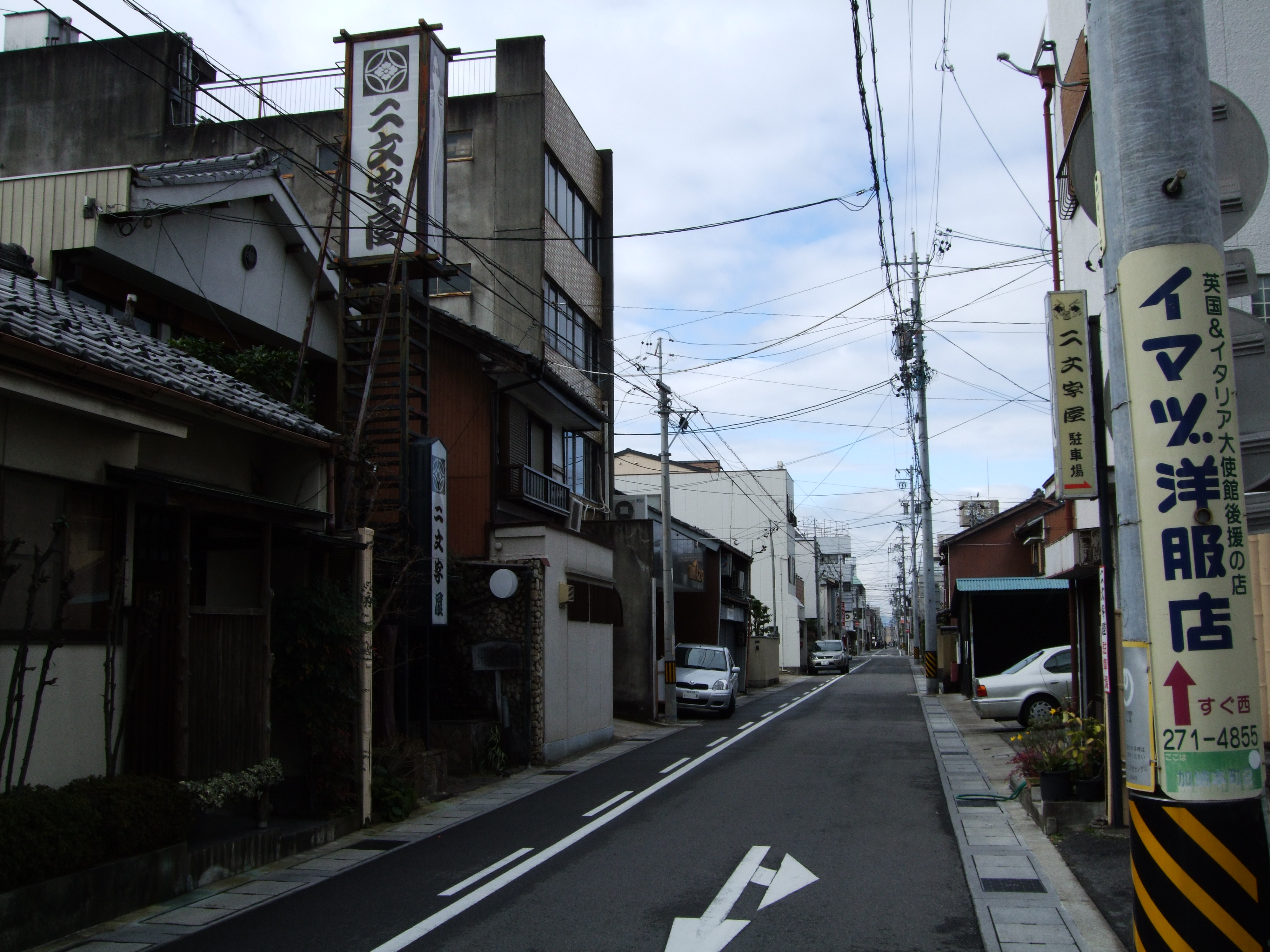
中山道加納宿現況（二文字屋付近）（河渡宿方向を望む）

### 加納宿の史跡・見所
- 加納城址（国の史跡）
- 二文字屋（かつては御勅使、大名高家の御飛脚使宿だった料理店）
- 当分本陣跡
- 本陣跡（皇女和宮歌碑がある）
- 脇本陣跡
- 西番所跡

### 河渡宿までの史跡・見所
- 乙津寺（鏡島弘法）（本尊などが国の重要文化財に指定されている）
- 小紅の渡し（岐阜市鏡島－岐阜市一日市場の運行で、月曜日定休日・乗船者がいれば運行されている）

## 隣の宿
中山道
鵜沼宿 - （間の宿：新加納宿） - 加納宿 - 河渡宿

## 最寄り駅
東海旅客鉄道（JR東海）
- 東海道本線、高山本線「岐阜駅」

名古屋鉄道（名鉄）
- 名古屋本線「茶所駅」、「加納駅」